# MTV Movie Awards 2001
De MTV movie awards van 2001 werden op 2 juni gehouden in het Shrine Auditorium, Los Angeles, Californië. De presentatie was in handen van Jimmy Fallon en Kirsten Dunst.

## Best Movie (Beste film)
Winnaar:
Gladiator
Genomineerd:
Crouching Tiger, Hidden Dragon
Erin Brockovich
Hannibal
X-Men

## Best Male Performance (Beste acteerprestatie door een man)
Winnaar:
Tom Cruise, Mission: Impossible II
Genomineerd:
Russell Crowe, Gladiator
Omar Epps, Love & Basketball
Mel Gibson, The Patriot
Tom Hanks, Cast Away

## Best Female Performance (Beste acteerprestatie door een vrouw)
Winnaar:
Julia Roberts, Erin Brockovich
Genomineerd:
Aaliyah, Romeo Must Die
Kate Hudson, Almost Famous
Jennifer Lopez, The Cell
Julia Stiles, Save the Last Dance

## Best Male Breaktrough Performance (Beste mannelijk doorbrekende optreden)
Winnaar:
Sean Patrick Thomas, Save the Last Dance
genomineerd:
Jack Black, High Fidelity
Patrick Fugit, Almost Famous
Tom Green, Road Trip
Hugh Jackman, X-Men
Ashton Kutcher, Dude, Where's My Car?

## Best Female Breaktrough Performance (Beste vrouwelijk doorbrekende optreden)
Winnaar:
Erika Christensen, Traffic
Genomineerd:
Aaliyah, Romeo Must Die
Anna Faris, Scary Movie
Piper Perabo, Coyote Ugly
Zhang Ziyi, Crouching Tiger, Hidden Dragon

## Best On-Screen Team (Beste team op het scherm)
Winnaar:
Drew Barrymore, Cameron Diaz en Lucy Liu, Charlie's Angels
Genomineerd:
Robert De Niro en Ben Stiller, Meet the Parents
George Clooney, Tim Blake Nelson en John Turturro, O Brother, Where Art Thou?
Tom Hanks en Wilson, Cast Away
Halle Berry, Hugh Jackman, James Marsden en Anna Paquin, X-Men

## Best Villain (Beste schurk)
Winnaar:
Jim Carrey, The Grinch
Genomineerd:
Kevin Bacon, Hollow Man
Vincent D'Onofrio, The Cell
Anthony Hopkins, Hannibal
Joaquin Phoenix, Gladiator

## Best Comedic Performance (Beste komische optreden)
Winnaar:
Ben Stiller, Meet the Parents
Genomineerd:
Jim Carrey - Me, Myself and Irene
Tom Green, Road Trip
Martin Lawrence, Big Momma's House
Eddie Murphy, Nutty Professor II: The Klumps

## Best Kiss (Beste zoen)
Winner:
Julia Stiles en Sean Patrick Thomas, Save the Last Dance
Genomineerd:
Jon Abrahams en Anna Faris, Scary Movie
Ben Affleck en Gwyneth Paltrow, Bounce
Tom Hanks en Helen Hunt, Cast Away
Anthony Hopkins en Julianne Moore, Hannibal

## Best Action Sequence (Beste actiescène)
Winnaar:
Motorcycle Chase, Mission: Impossible II
Genomineerd:
Car Chase Through Construction Site, Gone in 60 Seconds
Roman Army vs. Germanian Horde, Gladiator
Plane Crash, Cast Away

## Best Fight (Beste gevecht)
Zhang Ziyi tegen de gehele bar, Crouching Tiger, Hidden Dragon
Genomineerd:
Drew Barrymore tegen de aanvallers, Charlie's Angels
Russell Crowe tegen een gemaskerde tegenstander en een tijger, Gladiator
Jet Li met een paard tegen aanvallers, Romeo Must Die

## Best Dance Sequence (Beste dansscène)
Winnaar:
Cameron Diaz Fantasy Sequence, Charlie's Angels
Genomineerd:
Opening Cheer - Bring It On
Billy's First Lesson - Billy Elliot
Club Scene - Save the Last Dance
De volgende prijzen zijn door het publiek (stemmers op de site MTV.com gekozen)

## Best Line (Beste zin)
Winnaar:
"Are you a pothead, Focker?" - Robert De Niro, Meet the Parents
Genomineerd:
"I am a Golden God!" - Billy Crudup, Almost Famous
"It vexes me, I am terribly vexed!" - Joaquin Phoenix, Gladiator
"Feel free to stick things in my slot!" - Cameron Diaz, Charlie's Angels
"Bite my ass, Krispy Kreme!" - Julia Roberts, Erin Brockovich

## Best Cameo (Beste bijrol)
Winnaar:
James Van Der Beek, Scary Movie
Genomineerd:
Andy Dick, Road Trip
Tom Green, Charlie's Angels
Ozzy Osbourne, Little Nicky
Bruce Springsteen, High Fidelity

## Best Dressed (Het best gekleed)
Winnaar:
Jennifer Lopez, The Cell
Genomineerd:
Kate Hudson, Almost Famous
Elizabeth Hurley, Bedazzled
Samuel L. Jackson, Shaft
Lucy Liu, Charlie's Angels

## Best Music Moment (Beste muzikale moment)
Winner:
"One Way or Another" gezongen door Piper Perabo, Coyote Ugly
Genomineerd:
"Let's Get It On" gezongen door Jack Black, High Fidelity
"Man of Constant Sorrow" gezongen door de Soggy Bottom Boys, O Brother, Where Art Thou?
The "Twisted Sister" Bus Scene, Road Trip
The "Tiny Dancer" Bus Scene, Almost Famous
1992 · 1993 · 1994 · 1995 · 1996 · 1997 · 1998 · 1999 · 2000 · 2001 · 2002 · 2003 · 2004 · 2005 · 2006 · 2007 · 2008 · 2009 · 2010 · 2011